# Rhame
La ville de Rhame est située dans le comté de Bowman, dans l’État du Dakota du Nord, aux États-Unis. Sa population s’élevait à 169 habitants lors du recensement de 2010, estimée à 167 habitants en 2018.

## Histoire
Rhame s’est d’abord appelée Petrel. Mais il existait déjà une localité de ce nom dans l’État, elle a donc été rebaptisée Rhame.

## Démographie
| 1920 | 1930 | 1940 | 1950 | 1960 | 1970 |
| ---- | ---- | ---- | ---- | ---- | ---- |
| 302  | 356  | 283  | 340  | 254  | 206  |

| 1980 | 1990 | 2000 | 2010 | - | - |
| ---- | ---- | ---- | ---- | - | - |
| 222  | 186  | 189  | 169  | - | - |

## Source
- (en) Cet article est partiellement ou en totalité issu de l’article de Wikipédia en anglais intitulé « Rhame, North Dakota » (voir la liste des auteurs).

1. ↑  (en) « Population and Housing Unit Estimates » (consulté le 10 septembre 2019)
2. ↑  (en) Bureau du recensement des États-Unis, « Census of Population and Housing » (consulté le 16 juin 2014)
3. ↑  (en) « Population Estimates », Bureau du recensement des États-Unis (consulté le 10 septembre 2019)
4. ↑  (en) « Statistiques des États-Unis - Dakota du nord - Profils des comtés de 2010 » (consulté en juin 2021)